# Стивънс (окръг, Минесота)
Вижте пояснителната страница за други значения на Стивънс.
Окръг Стивънс (на английски: Stevens County) е окръг в щата Минесота, Съединени американски щати. Площта му е 1489 km², а населението - 10 053 души (2000). Административен център е град Морис.